# Adela Florow
Adela Florow (* 19. November 1961 in Sofia) ist eine deutsche Schauspielerin, Hörspiel- und Synchronsprecherin.

## Leben
Adela Florow absolvierte von 1981 bis 1984 die Schauspielschule Zerboni. Ihr Bühnendebüt gab sie noch während ihrer Ausbildungszeit, 1983 spielte sie an der Kleinen Bühne Schwabing die Titelfigur in Das Tagebuch der Anne Frank, 1984 gastierte sie als Eve in Heinrich von Kleists Lustspiel Der zerbrochne Krug am Theater an der Rott in Eggenfelden. Weitere Stationen ihrer Theaterlaufbahn waren unter anderem das Theater Augsburg, die Landesbühne Hannover, das Stadttheater Bern, die Komödie am Kurfürstendamm, das Theater am Dom sowie Bühnen in München, dort die Komödie im Bayerischen Hof, die Kleine Komödie am Max II, das Theater Fisch&Plastik, das Münchner Volkstheater und das Theater44. Wiederholt tritt Florow auch bei Festspielen auf, so bei den Kreuzgangspielen Feuchtwangen, den Burgfestspielen Mayen und den Luisenburg-Festspielen bei Wunsiedel.
Weitere bekannte Rollen Florows waren das Gretchen im Urfaust von Johann Wolfgang von Goethe, Amalia von Edelreich in Friedrich Schillers Räuber, die Titelfiguren in Emilia Galotti von Gotthold Ephraim Lessing (in einer Tournee-Inszenierung unter der Regie von Christian Quadflieg) und Romeo und Julia von William Shakespeare sowie die Recha in Lessings Nathan der Weise und Elisabeth von Valois im Don Karlos von Schiller.
Seit Mitte der 1980er-Jahre arbeitet Florow auch sporadisch vor der Kamera. Neben Gastrollen in Serien war sie in Einspielfilmen von Aktenzeichen XY … ungelöst zu sehen. In loser Folge verkörpert sie seit einiger Zeit die Figur der Dorothea Huber als Sekretärin des Gantinger Bürgermeisters (dargestellt von Jürgen Tonkel) in der Serie Die Rosenheim-Cops.
Daneben war Florow eine Zeit lang für den Hörfunk und in der Synchronisation tätig, auch wurde von ihr  Arthur Schnitzlers Novelle Fräulein Else als Hörbuch eingelesen.
Adela Florow ist mit ihrem Schauspielkollegen Norbert Heckner verheiratet. Das Paar hat einen gemeinsamen Sohn, Benjamin, und lebt in München.

## Filmografie (Auswahl)
- 1985: Die Krimistunde (Fernsehserie, Folge 16, Episode: „Polizist für einen Tag“)
- 1995: Der Alte – Diesmal war es Mord
- 1995: So ist das Leben! Die Wagenfelds
- 1996: Der Mann ohne Schatten – Alte Gewohnheiten
- 1999: Aus heiterem Himmel – Freier Fall
- 2007: Der Alte – Stumme Zeugin
- 2008: Ihr Auftrag, Pater Castell – Die Leiche im Karlsgraben
- 2009: Die Rosenheim-Cops – Urlaubsreise in den Tod
- 2009: Ein Haus voller Töchter
- 2012: Der Alte – Die Stunde des Jägers
- seit 2015: Die Rosenheim-Cops (als Dorothea Huber)
- 2020: Frühling – Genieße jeden Augenblick
- 2023: Wir haben einen Deal

## Hörspiele (Auswahl)
- 1988: Ein Haus in der Pampa – Autor: David José Kohon – Regie: Heinz Dieter Köhler
- 1991: Nie mehr Vivaldi – Autor: Hans Nerth – Regie: Joachim Sonderhoff
- 1993: G.F.R.G. – GmbH für religiöse Gründungen – Autor: Carl Einstein – Regie: Ulrich Gerhardt
- 1994: Grammatik der Träume – Autorin: Zuzana Jánska – Regie: Jaroslav Rozsival
- 1994: 99 Sprüche über das Leben – Autor: Andreas Goetz – Regie: Klaus Mehrländer
- 1995: Hasenkatz – Autorin: Sigrid Lehrke – Regie: Leonhard Huber
- 1996: Rede. Schrift. Lesarten. Ingeborg Bachmann – Autorin: Renate Wollowski – Regie: Bernhard Jugel
- 1998: Deadline – Autor: Heiner Grenzland – Regie: Heiner Grenzland und Bernhard Jugel
- 1998: Miss Lizzie – Autor: Walter Satterthwait – Regie: Irene Schuck
- 1999: Dunkler Grund – Autorin: Anne Perry – Regie: Marina Dietz
- 2000: High Fidelity – Autor: Nick Hornby – Regie: Ulrich Lampen und Mark Ginzler
- 2000: Nachts an den Feuern – Calamity Jane – Autorin: Calamity Jane – Regie: Walter Adler
- 2001: Mr. Peters’ Verbindungen – Autor: Arthur Miller – Regie: Klaus Mehrländer
- 2002: Sardischer Wind – Autor: Nikolai von Michalewsky – Regie: Erwin Weigel
- 2003: Drei Kinder und ein Stern – Autorin: Luise Rinser – Regie: Justina Buddeberg-Mosz und Sieghart Fieber
- 2004: Willibald fährt im Bus zur Schule – Autor: Rudolf Herfurtner – Regie: Justina Buddeberg-Mosz
- 2004: Ein Junggeselle – Autor: Emmanuel Bove – Regie: Norbert Schaeffer
- 2005: Wohin die Krähen fliegen – Autorin: Ann-Marie MacDonald – Regie: Walter Adler
- 2006: Der Affe – Autorin: Katja Reinicke – Regie: Thomas Leutzbach

## Hörfunk-Features / -Dokumentationen (Auswahl)
- 2001: Das kleine Mädchen und der große Held – Aus dem Briefwechsel von Marie Hannes und Karl May – Autor: Thomas Gaevert – Bayern2Radio – Geschichte und Geschichten, 25 Min.

## Synchronarbeiten (Auswahl)
- 1985: Claudia Venturini als junge Oriana in Haus der Erinnerungen
- 1991: Kateřina Brožová als Carolina in Prinzessin Fantaghirò
- 1992: Kateřina Brožová als Carolina in Prinzessin Fantaghirò II
- 2000: Judy Greer als Erin in Was Frauen wollen
- 2002: Judy Greer als Kellnerin Alice in Adaption – Der Orchideen-Dieb
- 2003: Lacey Chabert als Jenny in Der Kindergarten-Daddy
- 2003: Mamiko Noto als Kiyoko in Tokyo Godfathers